# Корнет (замок)
Корнет (англ. Cornet) — замок на Гернси, расположенный на когда-то отделявшемся приливом острове, ныне соединённым с материком волнорезом гавани Сент-Питер-Порта.

## История
Замок был построен между 1206 и 1256 годами после завоевания островов Англией. В 1339 году, после захвата острова Францией, замок был взят и разрушен, а гарнизон истреблён. В 1545—1548 гг. замок был восстановлен, и служил в качестве резиденции губернатора Гернси, после того, как крепость была перенесена в 1566 году на остров Кревишон. В 1672 году в оружейный склад замка ударила молния, и он был разрушен взрывом, причём погибло много находившихся в нём людей, в том числе мать и жена губернатора.
В период Наполеоновских войн замок был включён в систему укреплений порта, а в 1887 к 50-летнему юбилею правления королевы Виктории рядом была построена стоянка для яхт, в период Первой мировой войны служившая базой для гидропланов.
В 1945 году замок был передан народу острова. В настоящее время в нём размещаются Морской музей, музей истории замка, музеи военных частей, базировавшихся на Гернси, а также ресторан и летняя театральная площадка.

## Галерея

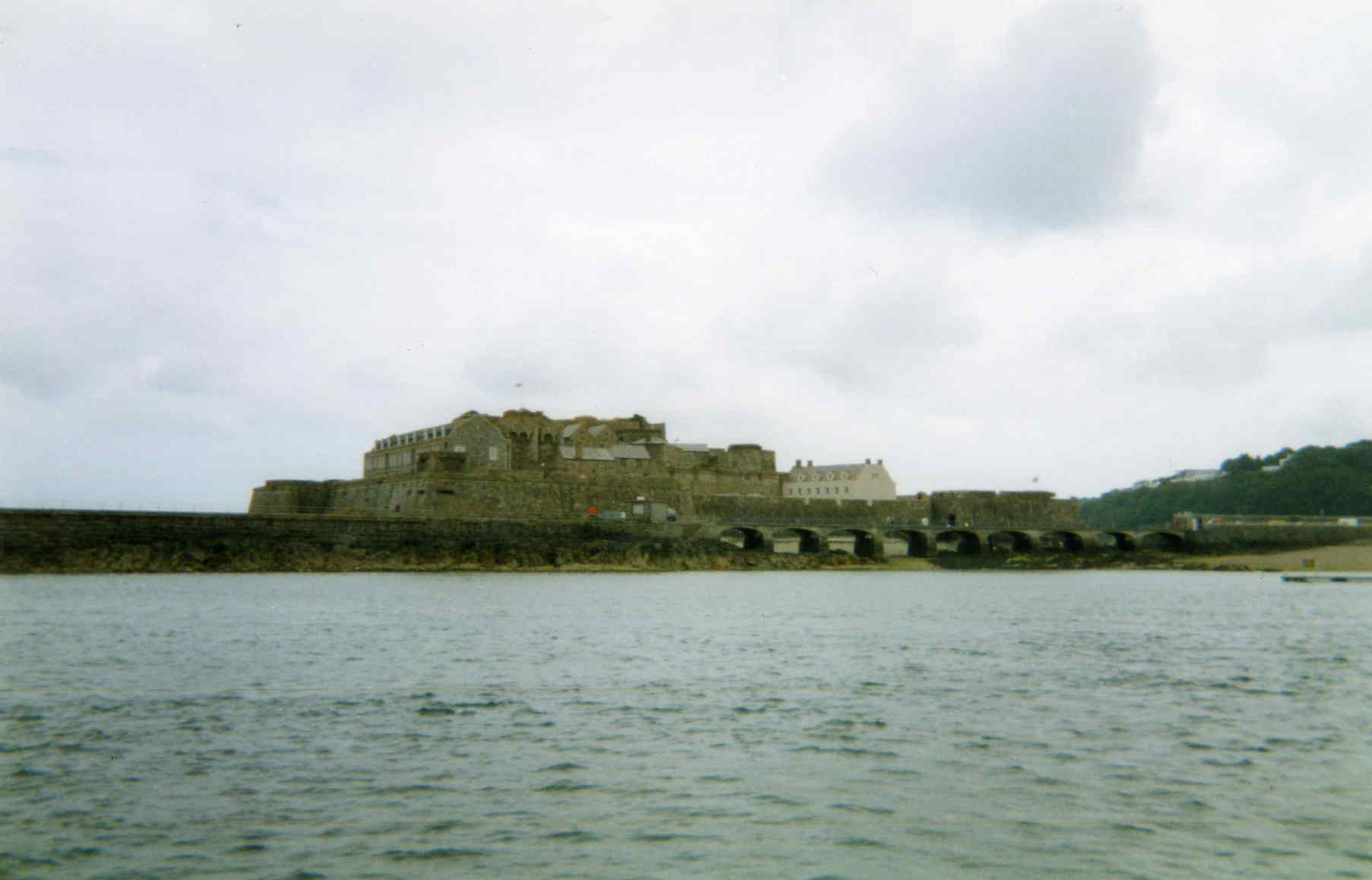
Вид замка со стороны гавани
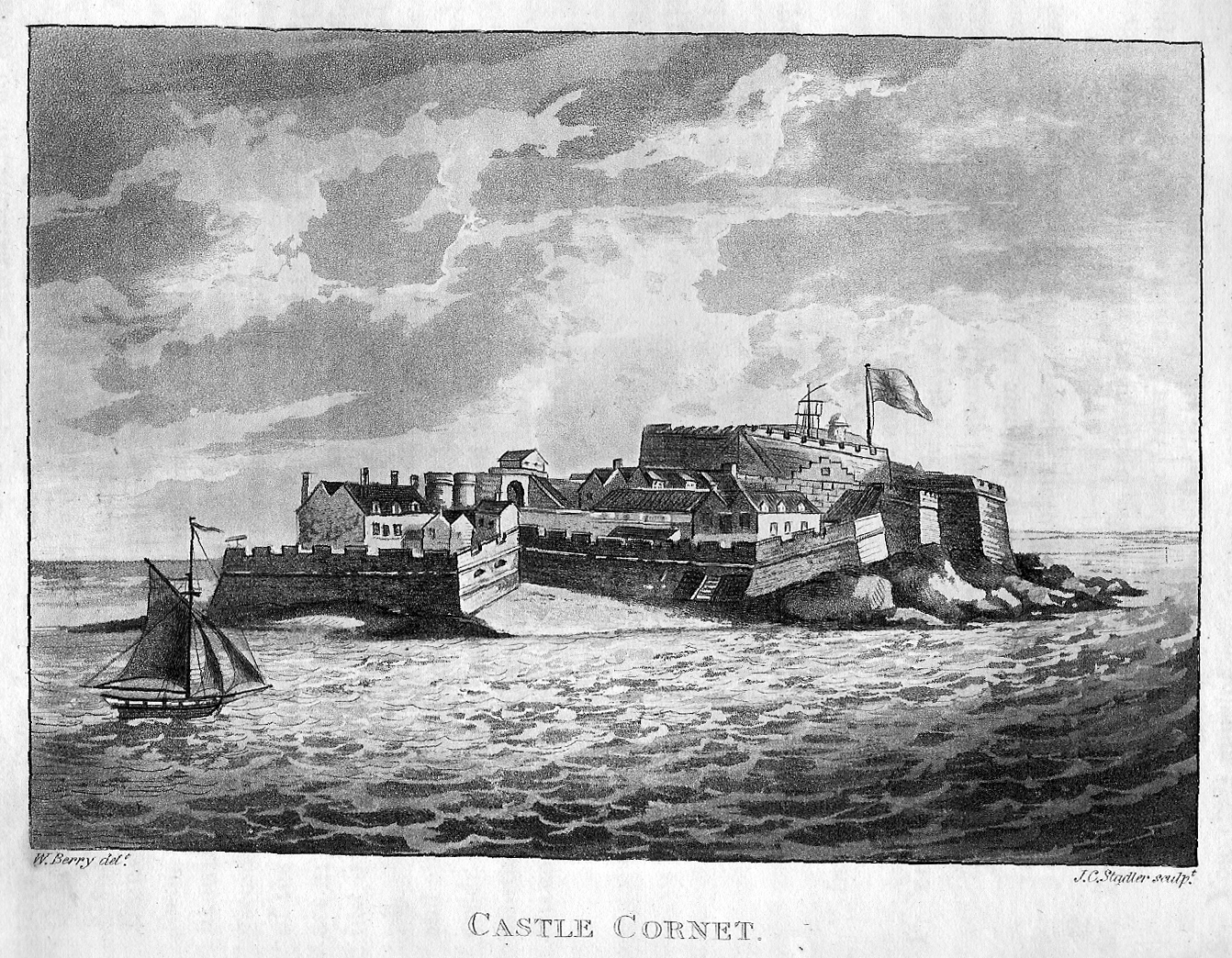
Замок Корнет в 1814
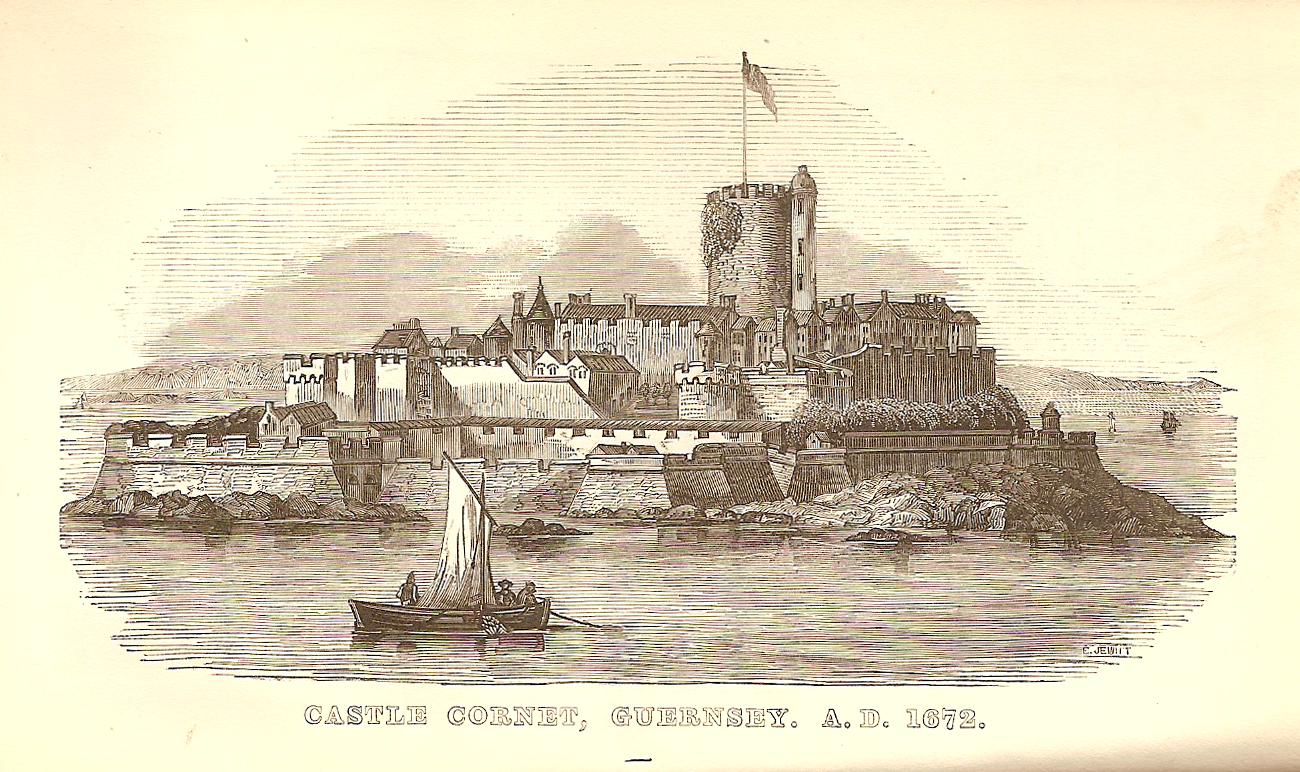
Вид замка Корнет в 1672, за год до взрыва